# Phêrô Đinh Lệnh Bân
Phêrô Đinh Lệnh Bân (Sinh 1962, tiếng Trung:丁令斌, tiếng Anh:Peter Ding Lingbin) là một giám mục người Trung Quốc của Giáo hội Công giáo Rôma. Ông hiện đảm trách cương vị Giám mục chính tòa Giáo phận Lộ An. Về mặt chính quyền Trung Quốc, tuy có công nhận ông là Giám mục, tuy nhiên chỉ công nhận là Giám mục phó Lộ An, có quyền kế vị giám mục được chính quyền Bắc Kinh tấn phong Anrê Cận Đạo Viễn.

## Tiểu sử
Giám mục Đinh sinh tại Trung Quốc ngày 20 tháng 7 năm 1962. Tu học trong khoảng thời gian đầy khốn khó, đến năm 1992, Phó tế Đinh được phong chức linh mục. Giáo phận Lộ An trống tòa từ tháng 5 năm 2012 sau cái chết của giám mục Hermengild Lý Nghị và giám mục chính quyền Tấn phong là Anrê Cận Đạo Viễn không được Tòa Thánh chuẩn nhận. Lễ tấn phong cho tân giám mục diễn ra vào ngày 10 tháng 11 năm 2016. Về mặt chính quyền Trung Quốc tuy công nhận ông là Giám mục, nhưng chỉ công nhận chức vị giám mục phó Lộ An, và công nhận giám mục Viễn là Giám mục chính tòa Lộ An.
Ngày 20 tháng 11 năm 2019, giám mục Cận qua đời.